# Безумная Грета (картина)
«Безумная Грета» (нидерл. Dulle Griet) — картина голландского живописца Питера Брейгеля Старшего, которая была создана в период с 1562 по 1564 год. Заглавным героем картины является персонаж фламандского фольклора, в порыве безумия штурмующий ад, чтобы насытить свою жадность. В настоящее время картина находится в музее Майера ван ден Берга (Антверпен).

## История создания
На время, в которое жил Брейгель Старший, пришёлся конфликт с Испанией начала 1560-х гг., что перерос в повсеместные народные выступления, религиозные преследования и связанные с ними казни — такими предстают Нидерланды в работе «Безумная Грета». Приблизительно в середине 1540-х годов Брейгель (Старший) переезжает в Антверпен, где обучается в мастерской у Питера Кук ван Альста — личного придворного живописца императора Карла V. Позже он перебрался с семьей в Брюссель и начал работу над картиной, которая отобразила в саркастичной форме его личное отношение к происходящим вокруг событиям. Эта работа получила название «Безумная Грета», иногда приводящееся как «Сумасшедшая Мэг». Будучи фламандцем по происхождению, Брейгель уважительно относился к национальному фольклору и поэтому выбрал старуху из преданий для отображения алчности и порока. Имя Греты во Фландрии было нарицательным и воплощало в себе жадность и воинственность, несвойственные женщинам. В сюжете картины он передал личное осуждение таких человеческих пороков, как безумие, алчность и жестокость. Брейгель изобразил на своем полотне трагизм реальной жизни того времени. Таким образом, в 1560-х годах Брейгель впервые в нидерландском искусстве создал композицию, которая в косвенной форме отражала конкретные общественные конфликты того времени.

## Сюжет картины
Данная работа в некоторой степени была написана под влиянием творчества Иеронима Босха. Стиль, который использовался при написании картины, предполагает передачу ужаса от изображённых сцен и затруднённое понимание происходящего. Иллюзия нагнетания обстановки была достигнута благодаря использованию художником красных красок для неба, отображения дымки, размещения по всему фону разнообразных мистических существ, которые рождаются из пасти слева. Люди в порыве безумия погибают в давке, создателями которой сами и являются, не замечая ничего вокруг. Аллегория жадности передана сюжетом, где они стремятся набрать как можно больше золота, которое является ничем иным, как отходами жизнедеятельности гиганта. Брейгель отошёл от классической манеры передачи атмосферы хаоса и ада с помощью нарисованных чертей или сатаны, изобразив людей с их пороками. Ключевым персонажем полотна является женщина с мечом в руке и кинжалом за поясом, одетая в отрепье. Чтобы придать ей облик сумасшедшей, художник изобразил её с вытаращенными глазами и бессмысленно раскрытым ртом. Развивая идею о её воинственности, согласно фламандской мифологии, Брейгель рисует Грету с мечом в руках, во время бега, облаченную в каску и доспехи. Неподалёку от неё, на мосту, происходит драка между женщинами. Атмосфера трагизма и драмы была достигнута передачей разнообразия фигур и предметов, переплетения людей и фантастических существ.
Карел ван Мандер, первый среди биографов Брейгеля (Старшего), подметил следующее: Грета изображена не просто странным образом, но и одежда её, неизвестно почему, напоминает шотландскую. По его мнению, картина не просто фантастична, её можно назвать сюрреалистичной.
В самом названии картины скрыт дополнительный смысл, поскольку во времена её написания «Безумной Гретой» также называли пушку. Брейгель использовал её как аллегорию на мотивы войны, которая охватывает мир, что нашло отображение в полуразрушенных стенах крепости, пожаре и вооружённых солдатах.